# Ricardo Silvestre
Ricardo Silvestre é um publicitário brasileiro, CEO e fundador da Black Influence, uma das maiores agências do Brasil. Em 2019, foi eleito pelo Papel & Caneta como um dos 30 jovens que lutaram para mudar a indústria da comunicação. Em 2020 foi nomeado pelo Meio & Mensagem como um dos 10 profissionais de comunicação do ano. Em 2022 ele se tornou o profissional mais jovem da história ser a indicado ao Prêmio Caboré.
Em 2022, Ricardo também foi listado dentro da 'Forbes Under 30', tradicional lista da Forbes Brasil que apresenta personalidades que foram destaque em suas áreas de atuação e que possuem menos de 30 anos.